# Friedrich Berthold
Friedrich Oskar Berthold (ur. 21 lipca 1903, zm. ?) – polski duchowny luterański pochodzenia niemieckiego, konsenior diecezji wielkopolskiej Kościoła Ewangelicko-Augsburskiego w RP.

## Życiorys
17 marca 1929 został ordynowany na duchownego. W latach 1935–1939 był proboszczem parafii w Nieszawie. Od 1937 roku, ks. Friedrich Berthold piastował również urząd konseniora diecezji wielkopolskiej Kościoła. Jego postawę narodową najlepiej charakteryzuje fakt, że dopiero po wyborze zaczął się deklarować jako osoba narodowości polskiej.